# Guioa patentinervis
Guioa patentinervis là một loài thực vật thuộc họ Sapindaceae. Đây là loài đặc hữu của Indonesia.